# Robert Spencer, 2. hrabě ze Sunderlandu
Robert Spencer, 2. hrabě ze Sunderlandu (Robert Spencer, 2nd Earl of Sunderland, 4th Baron Spencer of Wormleighton) (5. září 1641, Paříž, Francie – 28. září 1702, Althorp, Anglie) byl anglický státník a diplomat ze šlechtického rodu Spencerů. Jako katolík a stoupenec absolutismu dosáhl vysokého postavení v obnovené monarchii, prosadil se jako diplomat a ministr. Po pádu Stuartovců musel uprchnout do zahraničí, později se ale znovu uplatnil ve službách Viléma III. jako nejvyšší komoří. Byl rytířem Podvazkového řádu. Jeho syn Charles byl prvním ministrem, v další generaci rodina zdědila titul vévody z Marlborough. V přímé linii byli potomky Roberta Spencera Winston Churchill nebo princezna Diana.

## Život
Narodil se v Paříži jako jediný syn 1. hraběte ze Sunderlandu, který padl za občanské války v bitvě u Newbury v roce 1643, po matce Dorothy Sydney (1617–1684) byl vnukem hraběte z Leicesteru (ten byl v letech 1636–1641 vyslancem ve Francii, což vysvětluje Robertovo narození v Paříži). Jako dítě ve dvou letech zdědil po otci rodové tituly, pod dohledem matky absolvoval soukromé vzdělání, později studoval v Oxfordu. Po obnovení monarchie vstoupil do Sněmovny lordů lordů a sloužil v armádě, pod velením Ruprechta Falckého dosáhl hodnosti kapitána.
Za vlády Karla II. byl vyslancem v Madridu (1671–1672), Paříži (1672–1673) a Haagu (1673). V roce 1674 byl jmenován členem Tajné rady a královským komořím, téhož roku byl pověřen sjednáním obchodní smlouvy s Francií. V Paříži pobýval jako diplomat znovu v roce 1678, díky konexím a bezohlednému jednání získal značný vliv a v závěru vlády Karla II. zastával několikrát funkci ministra zahraničí (1679–1680, 1683–1684) a vnitra (1680–1681). Od roku 1679 byl též dlouholetým členem výboru Tajné rady pro obchod a kolonie, získal také úřady lorda místodržitele v hrabstvích Stafford (1679–1681) a Warwick (1683–1686). Jako katolík a stoupenec absolutismu dosáhl vrcholu kariéry za vlády Jakuba II., kdy se stal prezidentem Tajné rady (1685–1688), setrval také znovu na postu ministra vnitra (1684–1689) a v roce 1687 získal Podvazkový řád.
Po Slavné revoluci uprchl v přestrojení do Rotterdamu, kde žil ve zcela skromných poměrech, krátce byl i vězněn. Brzy ale využil starších konexí, mimo jiné profitoval na příbuzenském vztahu se svým švagrem markýzem z Halifaxu. V roce 1691 se vrátil do Anglie, přestoupil na anglikánskou víru a znovu zasedl ve Sněmovně lordů. Krátce nato se stal vyhledávaným poradcem Viléma III. a v roce 1693 se opět usadil v Londýně. V roce 1697 byl jmenován lordem nejvyšším komořím, ale krátce poté se musel funkce vzdát kvůli aféře své dcery Elizabeth provdané za jakobitu hraběte z Clancarty. Od konce roku 1697 žil v soukromí na svém sídle Althorp, kde také zemřel.

## Rodina
V roce 1665 se oženil s Anne Digby (1646–1715), dcerou generála a politika 2. hraběte z Bristolu. Měli spolu čtyři děti:
- lord Robert Spencer (1666–1688), důstojník, diplomat, zemřel v Paříži
- Anne Spencer (1667–1690), manžel 1686 James Hamilton, 4. vévoda z Hamiltonu (1658–1712)
- Elizabeth Spencer (1673–1704), manžel 1684 Donough McCarthy, 4. hrabě z Clancarty (1668–1734)
- Charles Spencer, 3. hrabě ze Sunderlandu (1674–1722), první ministr 1718–1721